# Saint-Pierre-du-Regard
 Saint-Pierre-du-Regard  es una población y comuna francesa, situada en la región de Baja Normandía, departamento de Orne, en el distrito de Argentan y cantón de Athis-de-l'Orne.

## Demografía
| 1386 | 1565 | 1538 | 1515 | 1497 | 1274 |
| Para los censos de 1962 a 1999 la población legal corresponde a la población sin duplicidades (Fuente: INSEE [Consultar]) |      |      |      |      |      |